# Al-Faiz
Al-Faiz (n. 1149 -  m. 1160) fue el decimotercer califa de la dinastía fatimí (1154-1160). Sucedió a su padre az-Zafir (1149-1154) siendo un niño de cinco años, con el asesino de su padre, el visir Tali ibn Russik actuando como regente. Procuraron atacar la dominación de los cruzados en Palestina con una alianza de los fatimíes con los Zanguíes de Siria bajo el mando de Nur al-Din (1140-1174). Al-Faiz nunca ejerció el poder y sufriendo epilepsia, murió a los 11 años por un ataque epiléptico, siendo sucedido por su hermano al-Adid (1160-1171), también menor de edad.
| Predecesor: Az-Zafir | califato fatimí 1154–1160 | Sucesor: Al-Adid |

- Datos: Q285947